# Dare Planet Studio
Dare Planet Studio es una compañía española dedicada a la supervisión, creación y diseño de VFX para producciones cinematográficas, series de televisión y spots de publicidad. Fue fundado en 2019 por Ignacio Marín y Sergio Tapia, contando con sedes en Madrid y Las Palmas de Gran Canaria.

## Equipo Clave
El estudio de VFX está liderado por Ferran Piquer como Managing Director, ganador de dos Premios Goya a los Mejores Efectos Especiales, en 2011 por la película Balada triste de trompeta y en 2014 por Las brujas de Zugarramurdi. 
Destacan también como Supervisores de VFX Miriam Piquer, nominada en dos ocasiones a los Premios Goya en la categoría de los Mejores Efectos Especiales y a los Premios Gaudí en la categoría a los Mejores Efectos Visuales y Francisco Porras.

## Trabajos
Dare Planet Studio ha participado en la posproducción de películas y series de televisión nacionales e internacionales. 
Destaca el trabajo de la supervisión de VFX de las películas La abuela y El buen patrón, que le sirvió para estar nominados en 2022 por ambas producciones a los Premios Goya en la categoría de los Mejores Efectos Especiales.
A través de 700 planos de VFX, Dare Planet Studio consiguió recrear y ambientar la ciudad de Gerona de finales de los años 70 para la película Las leyes de la frontera nominada en 2022 a los Premios Gaudí en la categoría de Mejores Efectos Visuales.
A nivel internacional, realizaron los efectos visuales de la serie Búnker, una de las primeras series originales de HBO MAX en Latinoamérica. En 2023, han creado los efectos visuales de la película El pingüino y el pescador, rodada principalmente en Brasil y dirigida por David Schurmann.

## Filmografía
- El Pingüino y el Pescador (2023).
- Campeonex (2023).
- Asedio (2023).
- El método (2023).
- El favor (2023).
- Alimañas (2023).
- Mañana es hoy (2022).
- Por los pelos (2022).
- La casa entre los cactus (2022).
- Pijamas espaciales (2022).
- La abuela (2022).
- El buen patrón (2021).
- Las leyes de la frontera (2021).
- Poliamor para principiantes (2021).
- García y García (2021).

## Series de TV
- Sin límites (2022).
- Historias para no dormir - T2 (2022).
- Búnker (2021).